# Suzanne Cotter
Suzanne Cotter (* 20. April 1961 in Melbourne, Australien) ist eine australische Kunsthistorikerin, Kuratorin und Museumsleiterin.

## Leben und Werk
Nach dem Studienabschluss an der Queensland University of Technology studierte Suzanne Cotter Kunstgeschichte an der Universität Melbourne. Im Jahr 1991 nahm sie ein Studium der Museologie an der École du Louvre in Paris auf. Das Studium der Kunstgeschichte setzte sie am Courtauld Institute of Art in London fort. Anschließend studierte sie Kulturmanagement an der City University London.
Von 1996 bis 1998 war Cotter Kuratorin für die Serpentine Gallery, Hayward Gallery und Whitechapel Art Gallery in London und von 2002 bis 2009 Kuratorin und stellvertretende Direktorin des Modern Art Oxford. Im Jahre 2005 ehrte der französische Staat Cotter mit dem Orden Ordre des Arts et des Lettres in der Ausprägung Chevalier (Ritter). Im Jahr 2010 berief man sie zur Kuratorin für das geplante Guggenheim-Museum in Abu Dhabi und 2011 für die 10. Sharjah Biennial in Schardscha.
Von 2013 bis 2017 war Cotter Direktorin des Museu de Arte Contemporânea de Serralves in Porto, Portugal. Sie war Mitglied der Findungskommission für die Leitung der documenta 14 in Kassel und war von Januar 2018 bis Ende 2021 Direktorin des MUDAM in Luxemburg. Im Januar 2022 kehrte Cotter in ihr Heimatland Australien als Direktorin des Museum of Contemporary Art Sydney zurück.
Einzelausstellungen von Piero Manzoni, Lucio Fontana und Paul Klee hat sie in Zusammenarbeit mit Bridget Riley und Robert Kudielka organisiert. Cotter veröffentlichte Texte und organisierte Ausstellungen zu Seth Price, Cecily Brown, Trisha Donnelly, Silke Otto-Knapp, Michael Clark, Monica Bonvicini, Angela Bulloch, Daniel Buren, Jake und Dinos Chapman, Jannis Kounellis, Mike Nelson, Fiona Tan und Kelley Walker.